# Argyresthia subreticulata
Argyresthia subreticulata is een vlinder uit de familie van de pedaalmotten (Argyresthiidae). De wetenschappelijke naam van de soort werd in 1882 gepubliceerd door Thomas de Grey Walsingham.